# Gerta Schnirch
Gerta Schnirch (2026) je chystaný český dvoudílný televizní film režiséra Tomáše Mašína podle románu Vyhnání Gerty Schnirch Kateřiny Tučkové. Natáčení bylo zahájeno v roce 2025 v Brně na třídě Kpt. Jaroše, v plánu jsou další lokace na jihu Moravy, v Děčíně a v Teplicích.

## Obsazení
| Barbora Váchová             | Gerta Schnirch v mládí         |
| Milena Steinmasslová        | Gerta Schnirch ve starším věku |
| Oskar Hes                   |                                |
| Kristýna Badinková Nováková | Gertina matka                  |
| Alena Mihulová              |                                |
| Johann von Bülow            | Gertin otec                    |
| Carl Grübel                 |                                |
| Lucie Štěpánková            |                                |
| Martina Czyžová             |                                |
| Juliana Tricoli             |                                |
| Georg Bütow                 |                                |